# Clément Maynadier

a Compétitions nationales et continentales officielles uniquement.

b Matchs officiels uniquement.
Dernière mise à jour le 1 juillet 2024.
Clément Maynadier, né le 11 octobre 1988 à Toulouse, est un joueur international français de rugby à XV évoluant au poste de talonneur (1,87 pour 102 kg). Il a joué cinq saisons sous les couleurs du Sporting club albigeois. En 2013, il s'engage auprès de l'Union Bordeaux Bègles (Top 14).

## Biographie
Il fait partie du premier groupe de joueurs, dix-sept, à être sélectionné pour la tournée de l'équipe de France de juin 2016 en Argentine. Il est retenu par le sélectionneur Guy Novès en tant que remplaçant lors du premier test face aux Pumas où la France s'incline sur le score de 30 à 19. Il obtient sa première sélection lors de cette rencontre. Il obtient lors de cette même tournée sa seconde sélection pour le deuxième test match à Tucuman où la France s'impose sur le score de 0 à 27 
À la suite du forfait de Camille Chat, il démarre le Tournoi des Six Nations 2017 comme doublure du capitaine, Guilhem Guirado, qu'il remplace au cours du match inaugural contre l'Angleterre. Il est ensuite écarté au profit de Christophe Tolofua. Il fait d'ailleurs partie de la tournée estivale de son équipe nationale, et joue les trois matchs contre l'Afrique du Sud.
En juin 2017, l'encadrement du XV de France l'intègre dans la liste Élite des joueurs protégés par la convention FFR/LNR pour la saison 2017-2018.
En novembre 2017, Guy Novès le préfère à Camille Chat pour suppléer Guilhem Guirado. Il est même capitaine lors de ses rentrées en jeu. Il est cependant forfait pour le dernier match, contre le Japon.
Pour le Tournoi des Six Nations 2018, le nouveau sélectionneur, Jacques Brunel, n'est autre que son ancien entraîneur. Il convoque Guilhem Guirado, Christopher Tolofua et Camille Chat pour préparer la compétition. Las, alors que ce dernier déclare forfait, le staff préfère appeler le remplaçant de Clément à Bordeaux, Adrien Pelissié. Il en profite alors pour annoncer son opération prochaine.
En novembre 2021, il est invité dans l'équipe des Barbarians français pour affronter les Tonga au Matmut Stadium Gerland de Lyon. Les Baa-Baas s'impose 42 à 17 grâce à six essais inscrits.
Il a aussi suivi une formation d'ingénieur à l'école des Mines d'Albi, dont il a été diplômé en 2013. Il est salarié de Safran Aircraft Engines à temps partiel à Bordeaux, où il exerce la profession d'ingénieur.
En juin 2022, il participe à la tournée des Barbarians français aux États-Unis pour affronter la sélection américaine le 1er juillet 2022 à Houston. Les Baa-baas s'inclinent 26 à 21.
Le 28 juin 2024, il est remplaçant en finale du Top 14, organisée exceptionnellement au Stade Vélodrome de Marseille, face au Stade toulousain. Les Bordelais ne parviennent pas à inquiéter les Toulousains et s'inclinent sur le large score de 59 à 3. Ce match est le dernier dans le monde professionnel puisqu'il a décidé de mettre un terme à sa carrière en 2024.

## Palmarès
- Finaliste du Championnat de France en 2024.